# Reserva Natural Nacional dos Camelos Selvagens de Lop Nur
A Reserva Natural Nacional dos Camelos Selvagens de Lop Nur (chinês tradicional: 羅布泊野駱駝自然保護區綜合, chinês simplificado: 罗布泊野骆驼自然保护区综合) é uma área protegida na China que protege um dos últimos três habitats do camelo bactriano selvagem (Camelus ferus), uma espécie em vias de extinção. A reserva se estende ao redor do norte, leste e sul de Lop Nur, um lago seco em um deserto conhecido como o "Mar da Morte", uma área que constitui uma das regiões mais áridas do mundo. A reserva foi criada em 1986 pela província de Xinjiang, e foi modificada ao longo dos anos. A reserva está sob pressão por parte de novas estradas na área, do desenvolvimento de interesses de mineração e da caça ilegal.

## Topografia
A reserva está situada numa área deserta, caracterizada por deserto montanhoso e vales. A bacia do Tarim fica no oeste, as montanhas de Altyn-Tagh formam uma barreira do sul, e a cordilheira de Carum Tague (uma extensão das montanhas de Tien Shan) localiza-se ao norte. Um corredor de dunas de areia corre norte a sul na fronteira oriental do local, protegendo os camelos de influências orientais, assim como o leito de lago seco de Lop Nur a oeste.

## Clima e eco-região
O clima da reserva tem sido descrito como "hostil". A extrema aridez, o calor extremo no verão, o frio extremo no inverno e as tempestades de areia abrasivas criam um ambiente em que poucas plantas ou animais conseguem adaptar-se para sobreviver. A classificação do clima é um clima de deserto frio. A reserva de Lop Nur está no leste da eco-região do deserto de Taklamakan.

## Fauna
A população de camelos selvagens da reserva foi estimada em 638 em 2013. Praticamente todos eles são encontrados no terço sudeste da área, embora eles vagueiem para fora dos limites. O vale de Aqike parece ser o principal terreno de reprodução, uma vez que beneficia de uma vegetação mais extensa, derretimento das montanhas e um lençol freático subterrâneo que se aproxima a 2 metros da superfície. Os camelos se adaptaram a beber a água salgada do deserto.